# Maulets (1979-1981)
Maulets fou un grup polític independentista del País Valencià creat el 1979, fonamentalment format per joves. Inicialment format per col·lectius locals o comarcals inconnexos, el 1980 anaren coordinant-se mitjançant la "Taula del país". El grup es dedicava a fer pintades, sobretot a les ciutats de València i Alacant a favor dels Països Catalans, contra Espanya i algunes de elles cridant al poble "a les armes". També feia accions contra comerços, botigues, llibreries i cotxes propietat de persones d'extrema dreta o cremava banderes espanyoles i senyeres amb blau. Després de cancel·lar una triple acció simultània l'abril de 1980, el grup acabà dividint-se en dos faccions, una moderada que acabà integrant-se en el Front d'Esquerra Nacionalista en 1980, i una més radical, partidari de la lluita armada, en actiu fins al 1981.